# Industrijska špijunaža
Industrijska špijunaža
je korištenje obavještajnih službi u interesu kompanija iz vlastite države. Pri tom se koriste sve dostupne legalne i nelegalni metode prikupljanja informacija. U globalnom tržišnom gospodarskom sustavu poduzeća konkuriraju na svjetskom nivou, te su svi međusobno suprotstavljeni u borbi za iste kupce. U tom ratu protiv konkurencije dobavljači su saveznici, konkurenti su neprijatelji, a kupci su bojno polje za koje se konkurenti bore. 

## Ciljevi industrijske špijunaže
Cilj je pomoći vlastitim poduzećima u borbi protiv strane konkurencije na vlastitom i na stranom tržištu, te stjecanje monopola na stranim tržištima. Osnovni načini stjecanja monopola su različite vrste dampinških napada na manje konkurente, ali postoje i druge metode napada. 
Osim navedenih načina monopolizacije veliku ulogu u tome procesu imaju i obavještajne službe razvijenih zemalja. Na velikim međunarodnim javnim natječajima velike kompanije SAD-a i Velike Britanije često o stranim konkurentima dobivaju sve važne podatke kao što su tehnologija koju imaju i mogu ponuditi, podatke o razvojnim projektima, podatke o najvažnijim kadrovima i njihovim slabostima, a ponekad dobiju i podatke o cijenama i ostalim uvjetima iz ponude. Zato je kod velikih javnih nabava važno cijene i ostale najvažnije podatke potrebno upisivati rukom u tiskani tekst, kako ne bi ostali nikakvi tragovi u kompjutoru, ponudu treba nositi sigurnim i povjerljivim kuririma i dostavljati je neposredno prije otvaranja ponuda. 
Današnje zapadne obavještajne službe svoje kapacitete sve više koriste za industrijsku špijunažu za što troše i do 70 % svojih kapciteta. Uspjeli su staviti pod nadzor gotovo sve znanstvene i istraživačke laboratorije svih velikih kompanija u svijetu, a jedini faktor koji ne mogu predvidjeti su novi proizvodi koji se stvaraju u nekoj garaži nekog inovatora, ili sitnog poduzetnika. Čim netko takav svoju ideju, ili proizvod prijavi patentnom uredu, ili iznese na neki sajam i on ulazi pod nadzor i sustav kontrole.   

## Planiranje djelovanja
Kako bi pobijedili u tržišnoj konkurenciji hrvatska poduzeća moraju biti sposobna kreirati svoje strateške planove opstanka, a za to je neophodno posjedovanje informacije (bilance i probleme) o protivnicima i njihovim saveznicima, o kupcima (tržištu) i o vlastitim saveznicima (dobavljačima). U tom ratu velike strane kompanije imaju pomoć svojih obavještajnih službi, te bi i naša poduzeća morala imati istu takvu pomoć. Za uspješno kreiranje strateških planova i naša poduzeća bi od znanstvenih i obavještajnih službi morala dobivati podatke o bilanciama raspoloživih dobara:  materijalnih, intelektualnih i ljudskih.
Bilance je potrebno izraditi za:
1. vlastita raspoloživa dobra, sadašnja i buduća, 
2. sadašnja i buduća dobra saveznika,  
3. protivnička sadašnja i buduća dobra,  
4. dobra protivničkih saveznika.
Za sve njih potrebno je poznavati i najvažnije probleme, kao i dobro prepoznavanje vlastitih problema. 
Velike kompanije imaju svoje odjele za busines inteligence koji se bave prikupljanjem podataka na zakoniti način, ali mnoge razvijene države svojim kompanijama dostavljaju podatke stečene obavještajnim radom i na nelegalan način.  

## Tehnička podrška
Suvremene obavještajne službe najviše sliče na znanstveno istraživačke institute, a razlika je u tom što službe smiju kršiti sve zakone kad je to neophodno za izvršenje zadatka, s tim što moraju ukloniti tragove kršenja zakona. Mnoge službe 90% informacija najčešće i skupljaju na legalni način preko znanstveno istraživačkih instituta, medija, Interneta, stručnih kongresa, sajmova i sl. a samo manji dio informacija prikupljaju upotrebom tajnih tehničkih sredstava, uz pomoć doušnika, ucjenama i sl.  
Najveće države koje raspolažu špijunskim satelitima mogu snimati sve telefonske komunikacije (razgovori, fax, e- mail, Internet)  bilo gdje na svijetu. Kabel koji spaja telefonsku slušalicu i aparat zrači dovoljno da razgovor snime sateliti. Takvi razgovori kasnije se kompjutorski sortiraju i analiziraju po pozivnom i dozivnom telefonskom broju, po lokaciji pozivnog i dozivnog telefona, po vremenu razgovora, po jeziku, po ključnim riječima i po boji glasa govornika. Tek ovako sortirani i analizirani razgovori idu analitičarima na provjeru. Zaštita od ovakvog prisluškivanja moguća je tek ako se i pozivni i dozivni aparat nalaze u prostoriji koja je izgrađena kao Faradejev kavez, i ako su svi električni kabeli i spojevi kroz koje putuje signal smješteni duboko pod zemljom. Ako obavještajna služba ima “prijateljske veze” s lokalnom telefonskom kompanijom ni ovakva zaštita nije sigurna. Mobilne telefone mogu prisluškivati, te prostorno locirati i najslabije opremljene obavještajne službe. Veće organizacije mogu vršiti prisluškivanje preko mobitela i kad je aparat isključen, tako da nazovu broj aparata, a prije nego što stisnu posljednju znamenku pozivnog broja puste posebnu šifru koja uključuje mikrofon. Na taj način mobitel postaje “buba” koja prenosi sve zvukove do 15 metara iz okoline. Tek ako se izvadi baterija iz mobitela, ili se mobitel umota u aluminijsku foliju, moguće je onemogućiti ovakvo prisluškivanje. Kompjutorske podatke koji prelaze preko ekrana kompjutora moguće je snimiti na udaljenosti od nekoliko kilometara. Obavještajne službe koje imaju “prijateljske veze” s proizvođačima kompjutorskih operativnih sustava mogu skidati podataka sa svakog kompjutora priključenog na Internet, koji radi pod operativnim sustavom te kompanije. Pomoću diskete s posebnim programom moguće je zaobići sve zaštitne šifre u kompjuteru.  

## Vanjske poveznice
Obavještajno sigurnosne službe,  autor Tihomir Čuljak  Arhivirana inačica izvorne stranice od 11. ožujka 2016. (Wayback Machine)